# 둥스향 (자이현)

둥스 향의 위치

둥스향(한국어: 동석향, 중국어: 東石鄉, 병음: Dōngshí Xiāng)은 중화민국 자이 현의 향이다. 넓이는 81.5821km2이고, 인구는 2015년 8월 기준으로 25,827명이다.

## 지리
둥스 향은 자이 현 북서쪽의 연해에 위치하고 동쪽은 류자오 향, 푸쯔 시와 북쪽은 윈린 현 커우후 향, 수이린 향과 남쪽은 부다이 진과 접하고 서쪽은 타이완 해협과 접하고 있다.